# 1971年孟加拉國種族滅絕
孟加拉國種族滅絕，始於1971年3月26日，當時巴基斯坦開始對該國東翼（東巴基斯坦）進行軍事鎮壓，以壓制孟加拉人的自決，同時巴基斯坦方面開始實施種族滅絕行動，這一行動持續了8個半月又三天。

## 历史
在為期9個月的孟加拉國獨立戰爭期間，巴基斯坦軍隊成員和來自伊斯兰大会党的伊斯蘭民兵組織殺害了多達300万人，並強奸了20萬至40萬孟加拉國婦女，根據孟加拉國和印度的消息來源，巴基斯坦軍隊有系統的種族滅絕式強姦活動。2011年12月，英國廣播公司新聞報導援引未具名的“獨立研究人員”聲稱有30万至50万人被殺。針對婦女的行動得到了穆斯林宗教領袖的支持，他們宣稱孟加拉婦女是gonimoter maal（孟加拉語為“公共財產”）。由於衝突，另外800万至1000万人，大多數是印度教徒在當時逃離該國，在鄰國印度尋求庇護。據估計，有多達3000萬平民在國內流離失所。在戰爭期間，孟加拉人和講烏爾都語的比哈爾穆斯林之間也發生了暴力衝突。比哈爾穆斯林面臨孟加拉民眾和民兵的報復，被殺人數從1000人到15万人不等。其他消息來源聲稱死亡人數高達50万人。
有一種學術共識認為，孟加拉國解放戰爭期間發生的事件構成種族滅絕，並且需要司法問責。然而，一些學者否認這是種族滅絕。